# Gymnadenia runei
Gymnadenia runei là một loài thực vật có hoa trong họ Lan. Loài này được (Teppner & E.Klein) Ericsson mô tả khoa học đầu tiên năm 1997.

## Hình ảnh

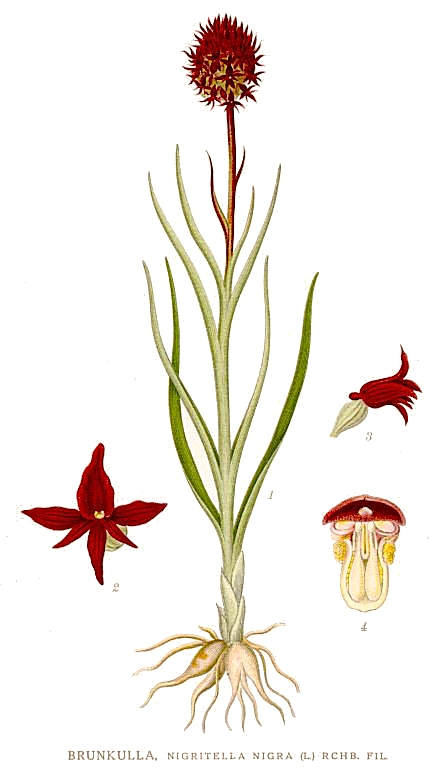
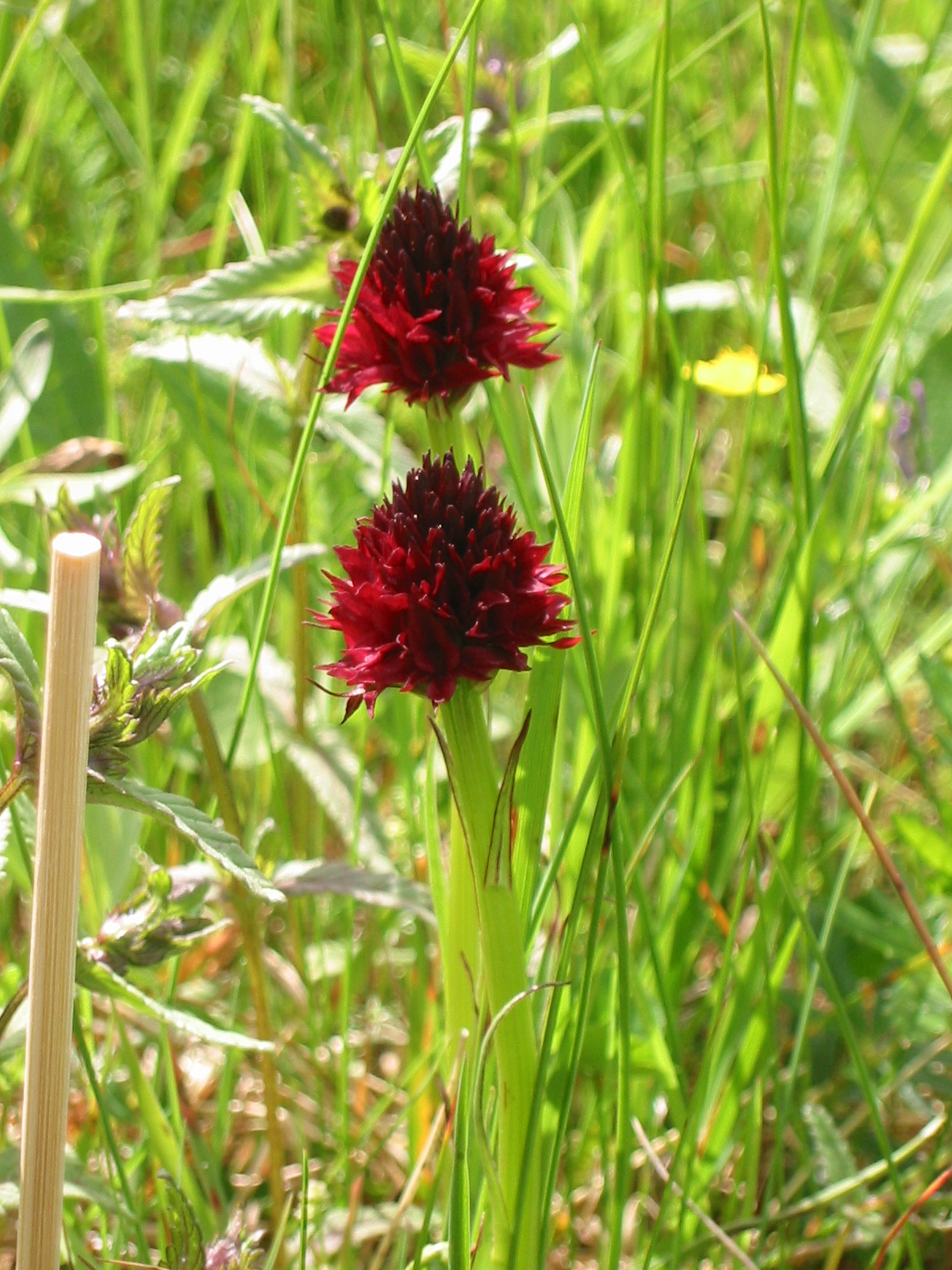
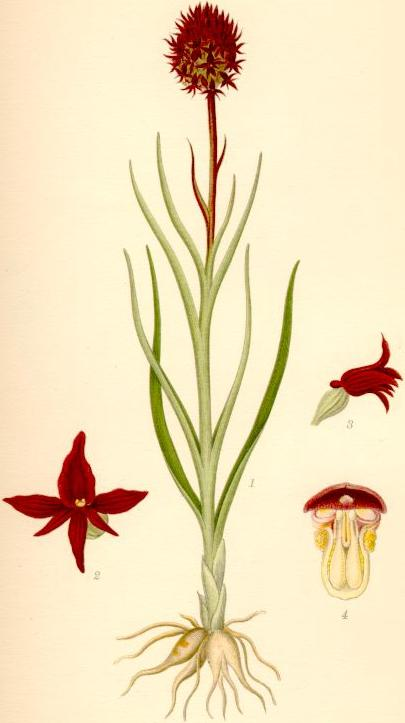
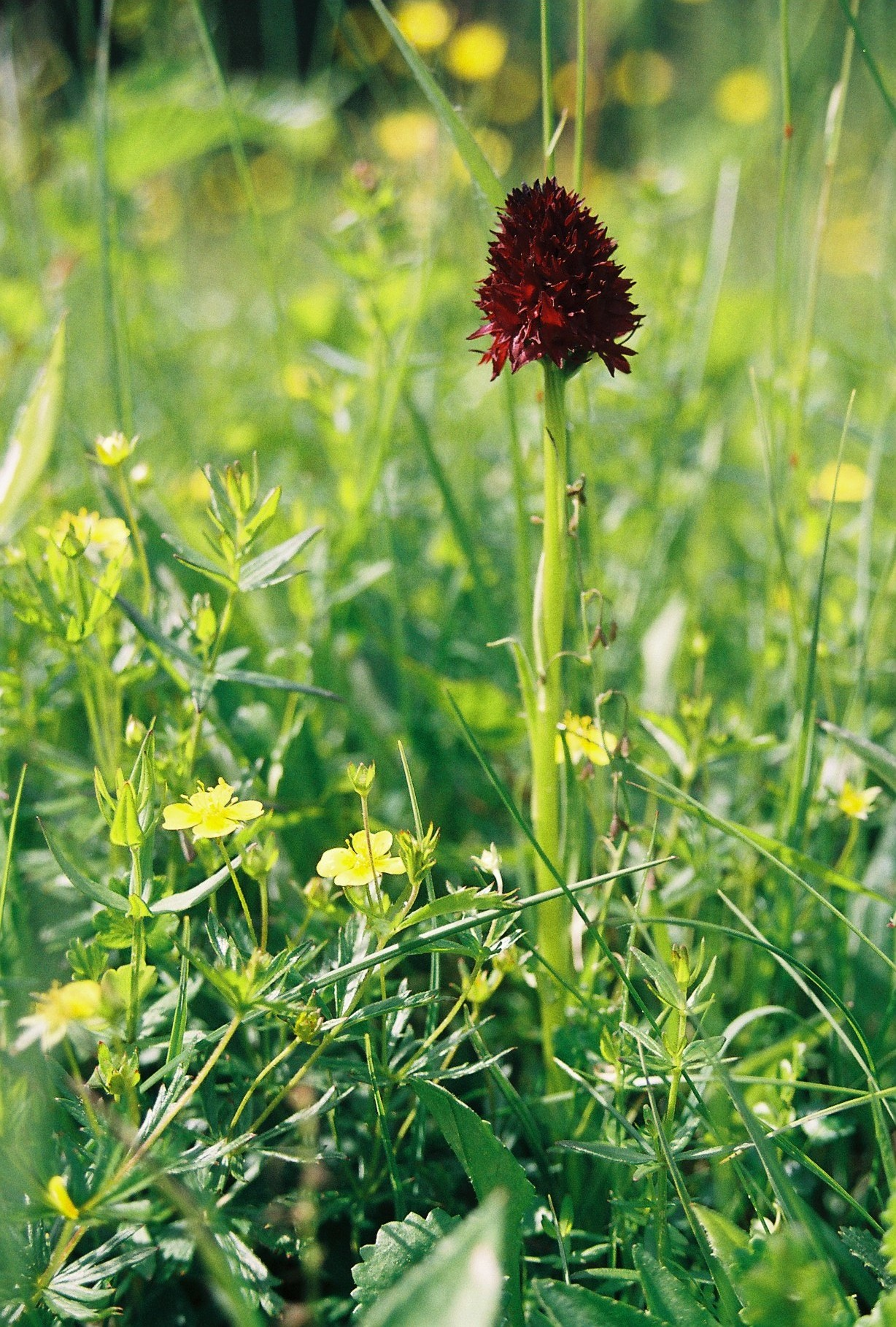